# 王京清
王京清（1958年—），山东烟台人。1975年5月加入中国共产党，1975年6月参加工作。山东大学经济系78级毕业。中共第十九届中央候补委员。

## 简历
长期在中共中央组织部工作，历任中央组织部副处长、处长，中央组织部干部三局（经济与科技教育干部局）副局长、局长。2007年8月，跻身中央组织部部务委员，并出任干部一局局长。2011年11月，任中央组织部副部长。2013年3月，任中共中央组织部副部长，中国浦东、井冈山、延安干部学院理事会常务副理事长。
2016年3月至2021年4月，任中国社会科学院副院长、党组副书记（正部长级）。
2021年6月，任全国政协教科卫体委员会副主任。